# جام خیریه انگلستان ۱۹۷۹
 جام خیریه انگلستان ۱۹۷۹ ، ۵۷امین رقابت سالانه مابین قهرمانان لیگ دسته اول فوتبال انگلستان و جام حذفی فوتبال انگلستان است.
این مسابقه در تاریخ ۱۱ آگوست ۱۹۷۹ مابین تیم‌های لیورپول و آرسنال در ورزشگاه ومبلی لندن برگزار شده‌است.
تیم لیورپول در این مسابقه با نتیجه سه بر یک به پیروزی رسید.

## جزئیات مسابقه
| لیورپول                       | ۳ – ۱ | آرسنال   |
| ----------------------------- | ----- | -------- |
| مک‌درموت ۳۸' ۶۵' · دالگلیش ۶۳' |       | ساندرلند |